# Jean-Paul Dupré

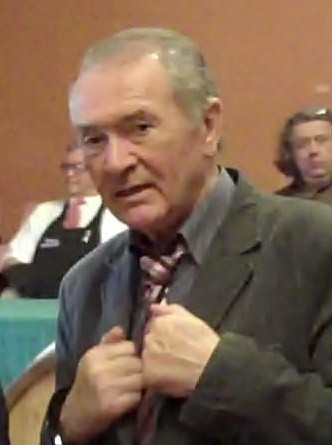
Dupré 2010

Jean-Paul Dupré (* 5. Februar 1944 in Davejean, Département Aude) ist ein französischer Politiker. Er ist seit 1997 Abgeordneter der Nationalversammlung.
Dupré begann in Limoux, als Bänker zu arbeiten. Nach den Ereignissen im Mai 1968 schloss er sich der Parti socialiste an. 1977 gelang ihm der Einzug in den Stadtrat von Limoux und 1983 wurde er zum stellvertretenden Bürgermeister der Stadt. Sechs Jahre später wurde er zum ersten Bürgermeister gewählt. 1994 zog er zudem in den Generalrat des Départements Aude ein. Bei den Parlamentswahlen 1997 kandidierte er im dritten Wahlkreis des Départements erfolgreich für die Nationalversammlung. 2002, 2007 und 2012 wurde er wiedergewählt.